# Convento de San Francisco (Villafranca del Bierzo)
El convento de San Francisco de Asís se encuentra situado en Villafranca del Bierzo, comarca de El Bierzo, provincia de León, comunidad autónoma de Castilla y León, España.
Del originario convento de San Francisco solo se conservan la iglesia, algunos muros y arranques de las arquerías del claustro.
En 2015, en la aprobación por la Unesco de la ampliación del Camino de Santiago en España a «Caminos de Santiago de Compostela: Camino francés y Caminos del Norte de España», España envió como documentación un «Inventario Retrospectivo - Elementos Asociados» (Retrospective Inventory - Associated Components) en el que en el n.º 1884 figura la iglesia de San Francisco.

## Historia

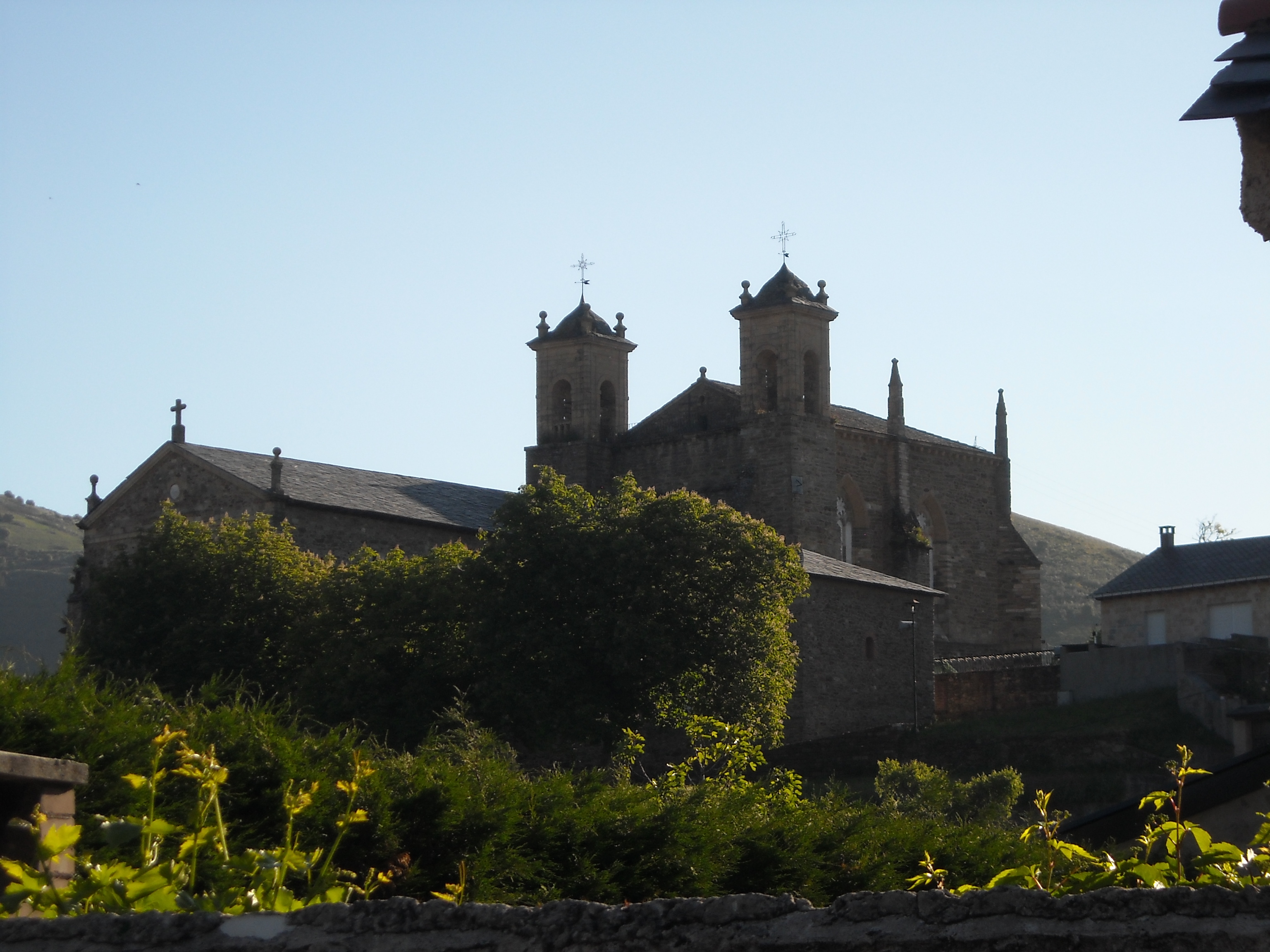
Vista general

Fundado en el año 1213, por la reina de León Doña Urraca y ubicado en su actual ubicación en 1285. Entre sus protectores, cabe destacar a María de Molina y a María de la Cerda.
El edificio conserva la fachada románica y fue reformado en el siglo XIV por el rey Enrique IV de Castilla. La cabecera de estilo gótico data de 1450.
En el siglo XVII se vuelve a reformar, añadiéndose la imagen de San Francisco al imafronte y las torres.
Tras la desamortización, el convento fue abandonado por los Franciscanos, dándosele nuevo uso como cuartel durante el reinado de María Cristina. En 1968, un incendio hizo desaparecer el archivo de la iglesia.

## Descripción

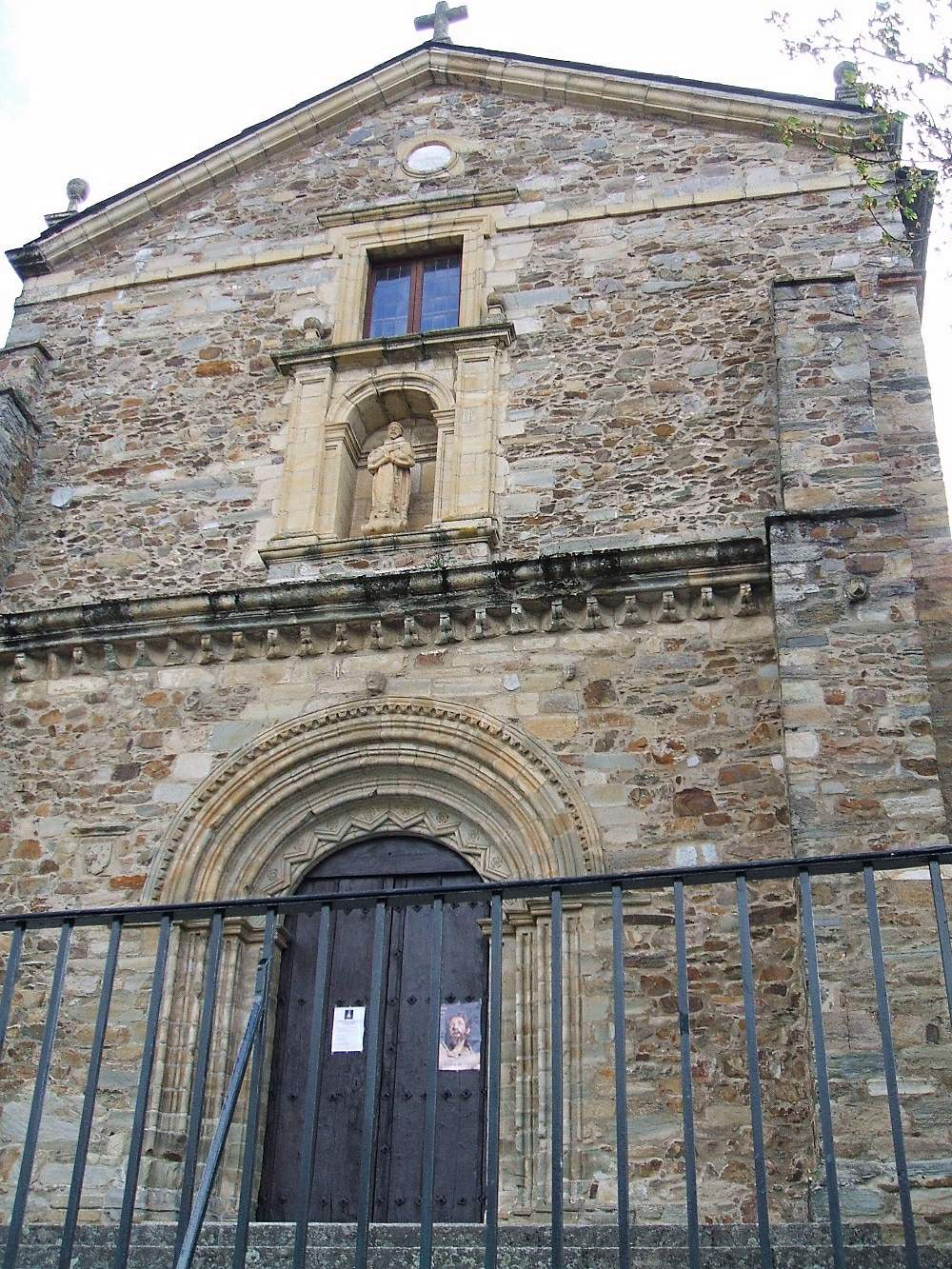
Portada de la iglesia

La parte baja de la portada es de estilo románico tardío y la segunda parte y las torres son de estilo barroco (siglo XVII).
En la segunda mitad del siglo XV, la iglesia fue ampliada con el patrocinio del Conde de Lemos, edificándose, entre otras instancias, la capilla de Ambrosio de Castro, capilla originariamente para uso funerario que nunca llegó a ejercer su función, construida con bóveda de arcos conopiales.
El retablo Mayor es de grandes proporciones, barroco de estilo churrigueresco, con pintura de Cristo Eucarístico de la escuela de Juan de Flandes.
El coro, plateresco de dos niveles, refleja la austeridad de la orden franciscana.
La iglesia tiene numerosos sepulcros e imágenes, entre los que cabe destacar, García Enríquez Osorio y Aldonza Enríquez, hija del almirante de Castilla Alfonso Enríquez y esposa de Rodrigo Álvarez de Osorio.